# 魔像ゴーレム・呪いの影
『魔像ゴーレム・呪いの影』（まぞうゴーレム・のろいのかげ、英: It!）は、1967年に公開されたイギリスのホラー映画である。製作会社はセヴン・アーツ・プロダクションズとゴールド・スター・フィルムズ、監督・製作・脚本はハーバート・J・レダーである。主題はプラハのゴーレム伝説を元にしている。映画はサウンドと撮影の両方でハマー映画のスタイルの影響を受けている。主演はロディ・マクドウォールである。

## キャスト
| 役名         | 俳優                   | 日本語吹替                     |
| 役名         | 俳優                   | NETテレビ版                    |
| ------------ | ---------------------- | ------------------------------ |
| ピム         | ロディ・マクドウォール | 富山敬                         |
| エレン       | ジル・ハワース         | 渋沢詩子                       |
| パーキンス   | ポール・マクスウェル   | 小林恭治                       |
| ウィール     | オーブリー・リチャーズ | 寺島幹夫                       |
| グローブ     | アーネスト・クラーク   | 村松康雄                       |
| ホワイト警部 | ノエル・トレヴァーゼン | 中田浩二                       |
| 不明 その他  |                        | 千葉耕市 仲木隆司              |
|              |                        |                                |
| 演出         | 演出                   | 山田悦司                       |
| 翻訳         | 翻訳                   | 鈴木導                         |
| 効果         |                        |                                |
| 調整         |                        |                                |
| 制作         | 制作                   | グロービジョン                 |
| 解説         | 解説                   | 児玉清                         |
| 初回放送     | 初回放送               | 1977年3月19日 『土曜映画劇場』 |